# Gare de Bevera
La gare de Bevera (en italien : stazione di Bevera) est une gare ferroviaire de la ligne de Coni à Vintimille, située  au village de Bevera sur le territoire de la commune de Vintimille, dans la province d'Imperia en région Ligurie.
Après avoir vu passer des trains dès 1914, la gare est officiellement mise en service en 1928 comme l'ensemble de la ligne. Fermée du fait des destructions des infrastructures de la ligne à la fin de la Seconde Guerre mondiale elle est remise en service en 1979. Depuis la gare est desservie par des trains Trenitalia qui effectuent des missions entre les gares de Vintimille et de Coni, via Breil-sur-Roya.

## Situation ferroviaire
Établie à 34 mètres d'altitude, la gare de Bevera située au point kilométrique (PK) 87,4 de la ligne de Coni à Vintimille, entre les gares de Airole et de Vintimille. 

## Histoire
Après les longues tractations et études nécessaires pour cette ligne de montagne transfrontalière (voir article sur la ligne), le chantier italien du chemin de fer arrive à Bevera en 1914. En 1922 la ligne venant de Vintimille rejoint, à Breil-sur-Roya, celle venant de Coni, mais la France refuse d'ouvrir le service voyageur sur son tronçon, limitant le trafic aux trains de travaux. La gare de Bevera est sur le tronçon italien fonctionnant de Vintimille à Airole.
Français et italiens finissent par trouver un accord qui permet l'inauguration de la totalité de la ligne le 30 octobre 1928, et sa mise en service au trafic voyageurs le 31 octobre. La gare, située dans la partie italienne de la ligne, est exploitée par la Ferrovio dello Stato italiane (FS). Elle voit passer des locomotives électriques dès 1931 avec l'électrification des sections italiennes de la ligne, avant une autorisation française qui permet l'électrification de la totalité du parcours en 1935.
Le conflit de la Deuxième Guerre mondiale va être à l'origine de l'arrêt du trafic à Bereva. En 1945 l'armée allemande quitte cette zone montagneuse fortifiée en faisant sauter les ponts du chemin de fer entre Vintimille et Tende. 
Les destructions sont importantes et les tractations vont prendre d'autant plus de temps qu'il s'agit d'une zone frontière, il faut attendre le 29 septembre 1979 pour qu'il y ait de nouveau une circulation d'un matériel voyageurs, un autorail, sur la totalité du parcours entre Coni et Vintimille. 
En 2010 le bâtiment voyageurs est toujours présent mais n'a plus de fonction ferroviaire. L'étage est un logement privé et le rez-de-chaussée est fermé. La gare a également perdu sa voie de croisement.

## Service des voyageurs

### Accueil
Gare de la Rete ferroviaria italiana (RFI), le bâtiment voyageurs est fermé et désaffecté, elle dispose d'une voie et un quai.

### Desserte
Bereva est desservie par des trains qui circulent entre les gares de Vintitmille et de Coni.